# Rummy

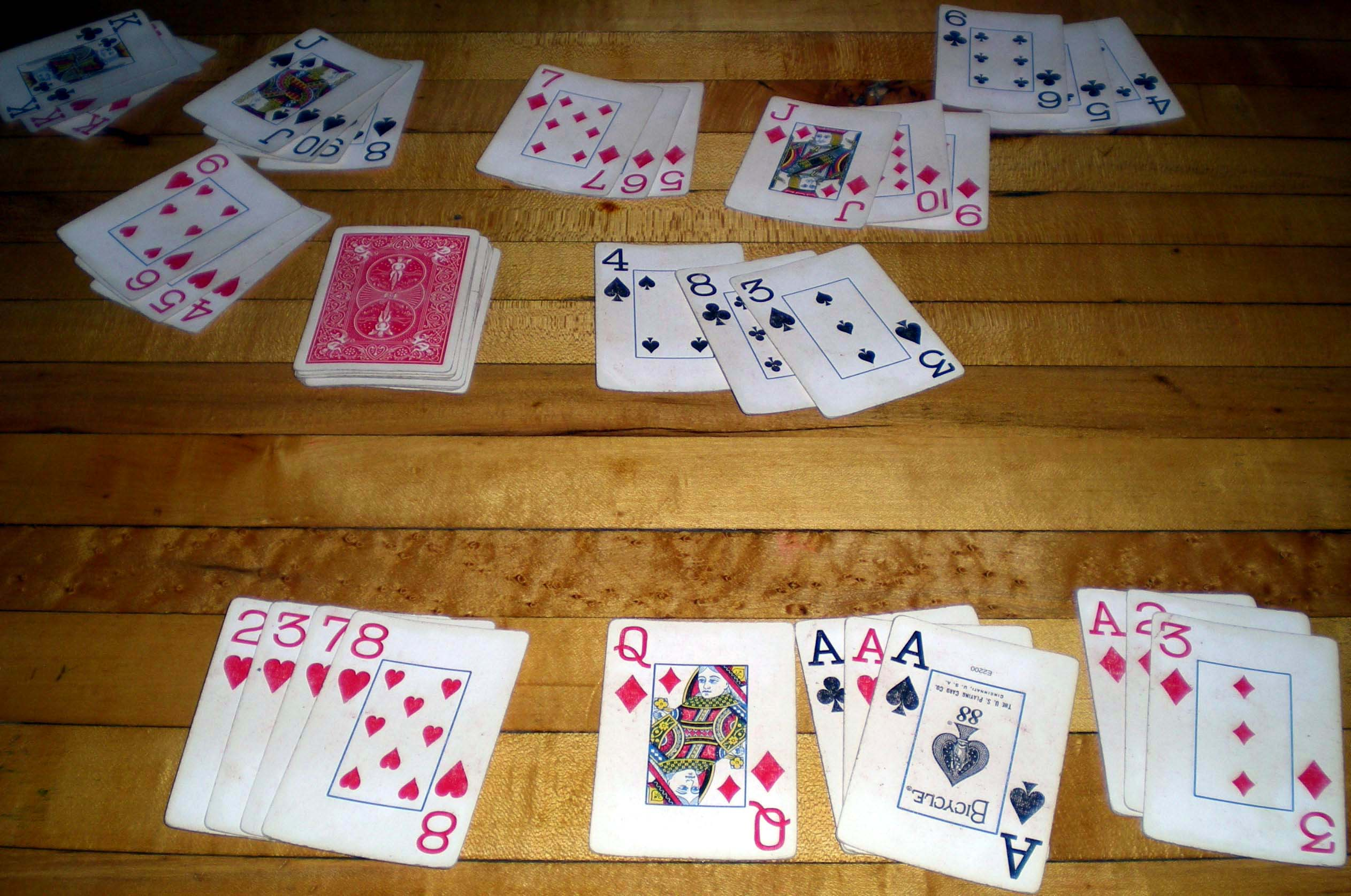
Ukázka vyložených trojic i postupek

Rummy je karetní hra, patrně odvozená od mah-jongu, ve které se karty lízají a vykládají. Cílem je vytváření skupin tří, nebo čtyř karet stejného druhu, či tří a více karet stejné barvy v postupce. Dnes je hra Rummy ztotožněna s českým označením Žolíky, ale dříve měla jinou podobu. Nyní se používá zpravidla 108 karet a podle počtu hráčů (od dvou do šesti) se karty rozdávají po sedmi až dvanácti kartách podle zvolené varianty.

## Původní varianta hry
V období před rokem 1945 se hrálo s 1 balíčkem, tedy 52 kartami bez žolíků. Při 3–4 hráčích se jim rozdalo po 7 kartách, zbytek karet byl v talonu. Každý hráč si jednu kartu z talonu bral a na odkládací balíček jednu odložil. Po odložení pokračoval ve hře hráč po levici. Místo z talonu mohl brát horní kartu z odkládacího balíčku, pokud byla ihned použita pro vykládání. Vykládat šlo trojice či čtveřice karet stejné hodnoty (třeba čtyři osmičky či tři různé krále), nebo postupky z jedné barvy. Přikládat šlo k jakékoliv sestavě vyložené na stole i jinými hráči. Pokud se rozdal talon před koncem hry, otočil se odkládací balíček a stal se novým talonem. Hra skončila, pokud se podařilo některému hráči zbavit vyložením všech karet v ruce. Pokud se hrálo o peníze, pak vítěz dostal částku odpovídající bodům karet, které hráčům zůstaly v ruce.

## Rummy hraná dnes
Používá se 108 žolíkových karet (dvě francouzské sady po 52 kartách, doplněné o čtyři žolíky). Jsou v čtyřech barvách – srdce, kára, píky a kříže. Každá barva má 13 hodnot: 2, 3, 4, 5, 6, 7, 8, 9, 10, J, Q, K a A. V nové hře Rummy je eso 1 bod, pokud je první před dvojkou, či 11 při sestavě u krále. Používají se i žolíky (15 bodů) a tím se stírá rozdíl proti hře žolíky. Žolíky mohou nahradit v sestavě nejvýše polovinu karet. Rozdává se 12 karet (varianty 8 či 10 nutno před hrou domluvit). Vynáší se na 40 bodů a lze zavřít sestavou flash (z ruky) vyložením sestav z 12 karet jedné barvy, jakoukoliv nehodící se kartu lze přiložit obrázkem dolů a tím hru ukončit. Hraje-li se o peníze, pak je odměna dvojnásobná (též nazýváno Go rummy). Oproti obdobné hře Autobus se nemohou vyložené sestavy roztrhat, aby se vytvořily sestavy jiné.

### Gin Rummy
Variací této hry je gin rummy, většinou pro dva hráče, kde se dávají malé či vysoké sázky. V této hře se karty vykládají lícem nahoru a kdokoli k nim může přidávat. Body se získávají podle hodnoty karet (J, Q, K a A mají hodnotu 10 bodů) a odečítají se podle karet, které zůstanou v ruce poté, co jeden z hráčů zavře (vyloží všechny karty či mu zůstanou nepřiložené karty v hodnotě 10 a méně).